# IC 2466
IC 2466 ist eine Galaxie vom Hubble-Typ S im Sternbild Löwe an der Ekliptik, die schätzungsweise 431 Millionen Lichtjahre von der Milchstraße entfernt ist.
Das Objekt wurde am 22. April 1897 von Stéphane Javelle entdeckt.